# Gallspacher Straße

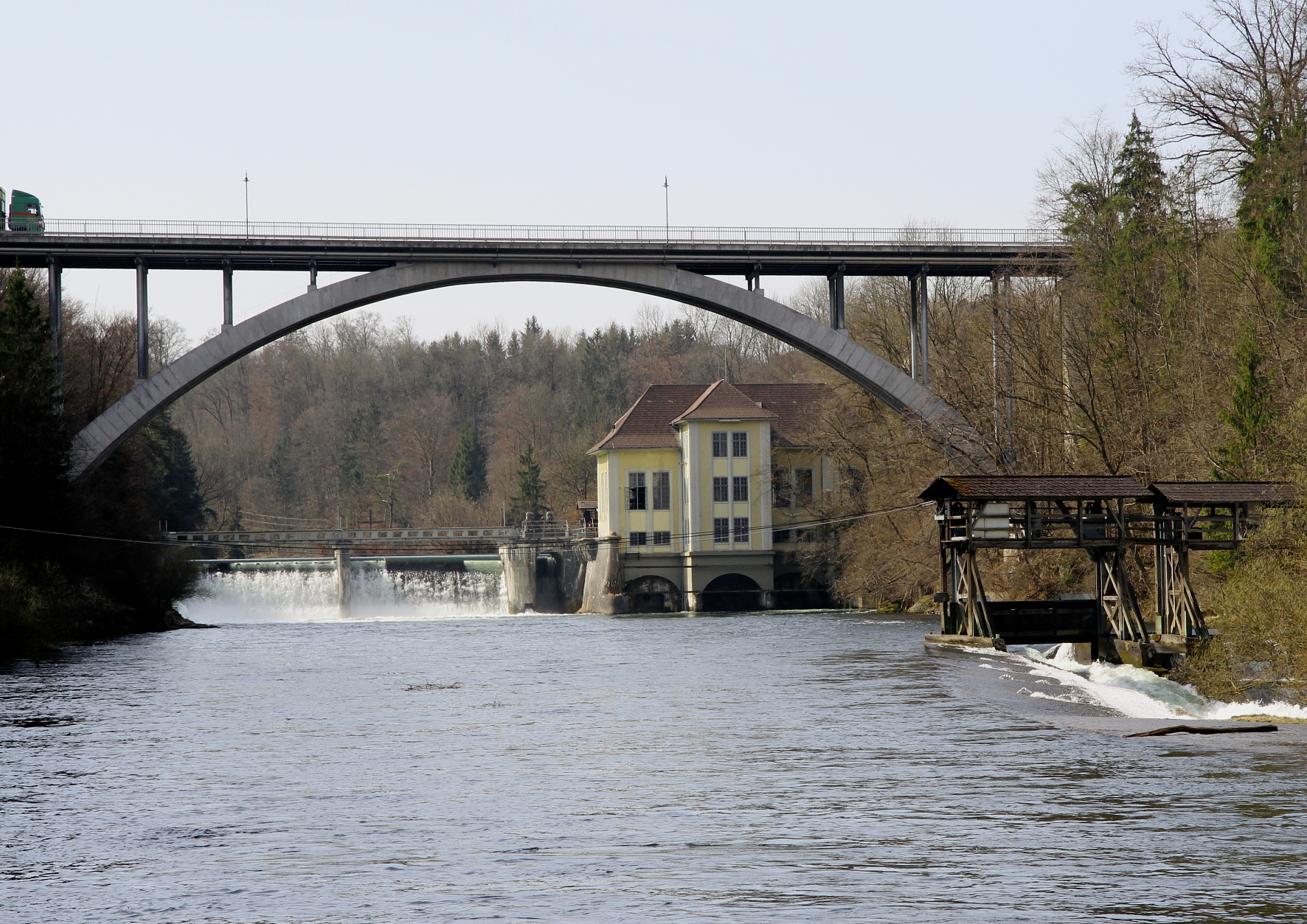
Die Traunfallbrücke bildet den letzten Abschnitt vor der Einmündung in die Gmundner Straße

Die Gallspacher Straße (B 135) ist eine Landesstraße in Oberösterreich. Sie verläuft auf einer Länge von 31,9 km größtenteils durch das Hausruckviertel und verbindet Grieskirchen mit der West Autobahn (A 1). Benannt ist die Straße nach der Marktgemeinde Gallspach südlich von Grieskirchen, durch die die Straße führt.

## Geschichte
Die 32,0 km lange Schwanser Straße zwischen Unternberg und Traunfall entstand 1932 durch Umbenennung von vier verschiedenen Vorgängerstraßen:
- Die Grieskirchen-Gallspach-Höfter Bezirksstraße (12,0 km) begann in Unternberg an der Trattnachtalstraße und endete in Höft an der Gaspoltshofen-Taufkirchener Bezirksstraße.
- Die Gaspoltshofen-Taufkirchener Bezirksstraße führte von Gaspoltshofen nach Taufkirchen. Die ersten 4,3 km dieser Straße gehörten ab 1932 zur Schwanser Straße, die restlichen 6,9 km bis Hofkirchen wurden ab 1932 als Aistersheimer Straße bezeichnet.
- Die Schwanenstadt-Jedinger Bezirksstraße (9,8 km) begann in Schwanenstadt und endete in Jeding an der Braunauer Bundesstraße.
- Die Schwanenstadt-Laakirchener Bezirksstraße (5,3 km) mündete beim Traunfall in die damalige Salzkammergut-Bundesstraße, die seit 1971 als Gmundener Straße bezeichnet wird.

Die Gallspacher Straße gehört seit dem 1. Dezember 1973 zum Netz der Bundesstraßen in Österreich.